# Ikerasak
Ikerasak è un piccolo villaggio della Groenlandia di 261 abitanti (gennaio 2005). Si trova alla punta sud-orientale di un'isoletta della Baia di Baffin, a 45 km da Uummannaq, a 70°30'N 51°18'O; appartiene al comune di Avannaata.